# 瑟西鎮區 (阿肯色州克羅斯縣)
瑟西鎮區（英語：Searcy Township）是位於美國阿肯色州克羅斯縣的一個行政鎮區。

## 地方資料
瑟西鎮區的面積為269.88平方千米，當中陸地面積為268.60平方千米，而水域面積為1.28平方千米。根據2010年美國人口普查的數據，當地共有人口1336人，而人口密度為每平方千米4.95人。